# Synema imitator meridionale
Synema imitator là một phân loài nhện trong họ Thomisidae.
Loài này thuộc chi Synema. Synema imitator meridionale được Embrik Strand miêu tả năm 1907.